# Baptiste Noel (3e comte de Gainsborough)
Baptiste Noel, 3e comte de Gainsborough (1684 – 17 avril 1714) est un homme politique anglais.

## Biographie
Il est né en 1684 et est le fils de Baptist Noel et le cousin de Wriothesley Noel (2e comte de Gainsborough).
Noel hérite du comté de son cousin, en 1690. Il sert comme haut commissaire de Chipping Campden.
Il épouse Dorothy Manners, fille de Catherine Wriothesley Noel (fille de Baptiste Noel) et John Manners (1er duc de Rutland). Il est remplacé comme comte par Baptist Noel, (4e comte de Gainsborough) à sa mort le 17 avril 1714.